# Kåge Nordin
Carl-Gustaf (Kåge) Nordin, född 27 mars 1915 i Örnsköldsvik, död 15 december 2002 i Sköns församling i Sundsvall, var en svensk målare, tecknare, grafiker och teckningslärare. 
Kåge Nordin var son till direktören Gustaf Nordin och hans hustru Axeline samt från 1940 gift med Marianne Nordin. Han utbildade sig till teckningslärare vid Konstfackskolan och studerade konst vid Otte Skölds målarskola samt genom självstudier under resor till Frankrike, Spanien och Nordafrika. Separat ställde han ut på De ungas salong i Stockholm 1958 samt i Örnsköldsvik och Luleå. Han medverkade i samlingsutställningar på De ungas salong 1944 och 1951 och i Nationalmuseums Unga tecknare 1950 samt i utställningar arrangerade av Sveriges allmänna konstförening. Vid sidan av sitt konstnärskap var han verksam som teckningslärare vid Folkskoleseminariet i Luleå. Som porträttör utförde gjorde han målningar av överste Stig Tarras-Wahlberg för Norrbottens artillerikår (A5) i Boden och Casper Ehrenborg för Hallands regemente. Hans tidiga konst består av naturalistiska skildringar av Norrlandsnatur som senare utvecklades i en abstraherande och konstruktivistiskt skildrande av naturen. Han skrev även boken Charles Portin, liv och konst som publicerades 1979.